# Shir LaShalom
Shir LaShalom (in ebraico שיר לשלום‎?, lett. "Canzone per la pace") è una canzone popolare israeliana.
La canzone fu composta nel 1969 da Yaakov Rotblit, che compose il testo, e da Yair Rosenblum, che stese la melodia. La canzone viene collegata all'assassinio di Yitzhak Rabin, poiché fu l'ultima canzone che egli cantò in pubblico prima della sua morte.
Una copia del testo della canzone fu tenuta in tasca da Rabin al momento dell'uccisione, sporcando così il testo di una canzone di pace con il sangue di una vittima.